# Bitwa pod Grochowami
Bitwa pod Grochowami – bitwa stoczona 30 maja 1863 roku podczas powstania styczniowego.

## Bitwa
Swoją decyzją Kazimierz Mielęcki przekazał swój oddział pod dowództwo Edmunda Calliera, który objął dowodzenie nad piechotą, powierzając jazdę Kajetanowi Słupskiemu. Po reorganizacji powstańców w Paprotni k. Konina oddziały Calliera 28 maja 1863 przekroczyły Wartę a następnie przemieszczały się między Wakowami i Trzęśniewem, skąd wyruszył do Chylina, a następnie 30 maja do wsi Grochowy. Po opuszczeniu miejscowości oddział zatrzymał się wśród lasów grodzieckich, biskupskich i zbierskich, gdzie został zaatakowany przez oddziały ppłk. Broemsena. W związku z  ostrzałem przeprowadzonym przez oddziały powstańcze, Rosjanie zdecydowali się na odwrót, jednocześnie odsłaniając rosyjskie skrzydło. Następnie umiejętnie ustawiona tyraliera na linii lasu pomogła przeprowadzić atak kosynierów zainicjowany przez Słupskiego. Po upływie 3h i ciągłym ostrzeliwaniu się oddziały rosyjskie wycofały się do wsi Gadówek, zaś polskie, w międzyczasie opuszczone przez powstańców Słupskiego do Borowca koło Chocza. 31 maja doszło do kolejnej bitwy, w której wojska rosyjskie rozbiły oddziały Calliera.
W skład wojsk rosyjskich podczas bitwy weszły: 4 kompanie piechoty, szwadron huzarów, 100 kozaków, zaś w składzie wojsk powstańczych walczyło około 600 powstańców.
Jedynym znanym z imienia i nazwiska poległym w bitwie był ks. Stefan Cieślak.

### Upamiętnienie
W 2003 roku Szkoła Podstawowa w Grochowach otrzymała imię Powstańców Styczniowych na cześć uczestników bitwy.
W Grochowach w 1930 roku urządzono grób powstańczy, ustawiając na nim tablicę pamiątkową i krzyż dębowy. W 1993 mogiłę wyremontowano.